# 121 Financial Park
O 121 Financial Park é um estádio localizado em Jacksonville, estado da Flórida, nos Estados Unidos, possui capacidade total para 11.000 pessoas, é a casa do Jacksonville Jumbo Shrimp, time de que joga na liga menor de beisebol Southern League, também já foi a casa do time de futebol Jacksonville Armada FC d NASL entre 2015 e 2016, o estádio foi inaugurado em 2003.